# We All Stand Together
We All Stand Together est une chanson écrite et composée par Paul McCartney, interprétée par ce dernier avec The Frog Chorus. Sortie le 12 novembre 1984, elle n'est distribuée qu'au Royaume-Uni.

## Historique
Extraite du dessin animé Rupert and the Frog Song (en) et sortie le 12 novembre 1984, la chanson est no 3 des ventes de singles au Royaume Uni (seul pays où elle est distribuée) à la fin du mois. La face B contient une version fredonnée de la chanson, enregistrée par McCartney et les Finchley Frogettes.
Le single fait l'objet d'une seconde édition en 1985, la seule différence résidant dans la teinte de fond de la pochette, uniforme et plus claire. La chanson est ensuite intégrée à la version britannique de la compilation de McCartney All the Best! parue en 1987. En 2004, elle est à nouveau publiée, cette fois en face B d'un single, couplée à Tropic Island Hum (en). Le 45 tours originel est réédité le 6 novembre 2020 pour célébrer le 100e anniversaire de la création de ce personnage. Cette édition, à tirage limité, est un picture-disc possédant une forme inédite.
En 2009, elle est reprise par Hayley Westenra et Lee Mead dans l'album  Bandaged Together vendu au profit de l'association « Children in Need ». 
La chanson est lauréate des Ivor Novello Awards le 13 mars 1985, dans la catégorie « meilleur thème musical de film en 1984 ».

## Musiciens
- Paul McCartney : chant et chœurs, arrangements ;
- The King's Singers et le chœur de la cathédrale Saint-Paul : chœurs (crédités sous le nom de The Frog Chorus)
- George Martin : arrangements, production
- Elena Durán : flûte
- Kenneth Sillito : arrangements d'orchestre
- Geoff Emerick : ingénieur du son.

## Reprise
En 2017, Choirs with Purpose, une collection d'une dizaine de chorales caritatives, réunies pour un remake de "We All Stand Together". Leur enregistrement met en vedette la chanteuse écossaise Michelle McManus dans le but de remporter le UK Singles Chart de Noël et de se mériter le très convoité numéro un britannique de Noël pour 2017. Les bénéfices du single seront partagés également entre les chœurs participants au profit de leur propre œuvre caritative.
Les chœurs participant à l'enregistrement avec McManus comprennent:
- Chœur du pont d'Anstee
- Chorale virtuelle sur la fibrose kystique
- Chorale de la Fondation Daniel Spargo-Mabbs
- Chœur Games Maker
- Chorale des soignants Homelink
- Chœur du NHS de Lewisham et Greenwich
- Lucy Lintott / MND Scotland Choir
- Chœur du Maggies Cancer Centre (West London)
- Chœur des personnes disparues
- Groupe Harmony de l'école secondaire Parrs Wood
- Chœur Pop Up
- UK Hospices Choir